# 水北村 (章丘市)
水北村,中华人民共和国山东省济南市章丘市水寨镇所辖的一个行政村。总人口1561，其中男性788人，女性773人；农业户口1540人，非农业人口21人；18岁以下人口371人，18-35岁人口371人，35-60岁人口623人，60岁以上人口196人（2006年）。耕地面积102公顷（2006年）。行政区划代码370181106202。